# Mongezi Feza
Mongezi Feza (* 1945 in Queenstown, Südafrika; † 14. Dezember 1975 in London) war ein südafrikanischer Jazzmusiker (Trompeter, Komponist).

## Leben und Wirken
Feza erhielt im Alter von acht Jahren seine erste Trompete. 1962 schloss er sich Chris McGregor und den Blue Notes an, die 1963 auf einem südafrikanischen Jazzfestival als beste Gruppe ausgezeichnet wurden, aber aufgrund der Apartheidsgesetze kaum Möglichkeiten hatten, gemeinsam aufzutreten. 1964 wanderte er mit den Blue Notes nach Europa aus und spielte zunächst in Frankreich und der Schweiz, bevor er sich in Großbritannien ansiedelte. Feza setzte seine Arbeit mit dem Sextett von Chris McGregor fort und wurde auch Mitglied in seiner Brotherhood of Breath. Darüber hinaus spielte er in den Gruppen von Dudu Pukwana, Spear und Assagai. 1972 arbeitete er in Skandinavien mit dem Bassisten Johnny Dyani und dem türkischen Schlagzeuger Okay Temiz. Er nahm zudem mit Centipede, mit Henry Cow, mit Robert Wyatt und mit dem Saxophonisten Gary Windo auf.
Feza war ein dynamischer Trompeter und schuf eine eigene Synthese aus Hard Bop, Free Jazz und Rockjazz. Seine Kompositionen Sonia und You Ain't Gonna Know Me ('Cause You Think You Know Me) gehören bis heute zum Repertoire befreundeter Musiker.

## Auswahldiskographie
- Music For Xaba. Vol. 1, Johnny Dyani/Okay Temiz/Mongesi Feza (1972, Sonet Records)
- Free Jam  1972 (Ayler, 1972) mit Bernt Rosengren, Tommy Koverhult, Torbjörn Hultcrantz, Leif Wennerström, Okay Temiz.
- Harry Miller’s Isipingo Which Way Now (1975, Cuneiform)